# Ганушкевич Цезарій Мар'янович
Цезарій Мар'янович Ганушкевич (народився 20 серпня 1953 у селі Ярова Слобідка Дунаєвецького району Хмельницької області) — український графік і живописець.

## Життєпис
Народився в селянській багатодітній родині.
У 1971 році закінчив Морозівську середню школу. Після служби в армії навчався у студії образотворчого мистецтва при Київському Жовтневому палаці у Миколи Олексійовича Родіна, а пізніше у Матвія Ілліча Гуляєва.
1979—1985 — навчався в Українському поліграфічному інституті ім. Івана Федорова (факультет книжної графіки, викладачі: Федір Глущук, Борис Валуєнко, Олександр Мікловда, Аркадій Нечипоренко та інші). Здобув спеціальність «художник — графік, художнє оформлення друкованої продукції».
1990—1993 — редактор відділу художнього оформлення журналу «Наука і суспільство».
1993 — головний художник журналу «П'ята пора».
1993—1995 — на творчій роботі.
1995—1996 — головний художник журналу «Ukraine», художній редактор журналу «Старт».
1997—2011 — провідний художник видавництва «Педагогічна преса».
З 2012 року на творчій роботі.
Живе у м. Києві.

## Творчість
Творча манера — напівформальний реалізм.
Учасник більше 40 групових та персональних виставок.
Роботи знаходяться у приватних колекціях в Україні, Росії, Німеччині, Австрії, Англії, Іспанії, Італії, Канаді, Єгипті.
Працює в галузі живопису та графіки.